# 難経
『難経』（なんぎょう）は、古代中国の医学書『黄帝八十一難経』(こうていはちじゅういちなんぎょう）の略称で、『八十一難経』ともいわれる。成立年代ははっきりわかっていないが、『黄帝内経』成立より後であり、
また傷寒雑病論の張仲景が序で『八十一難経』を参考にしたと述べていることから、それに先立つ著作である。内容から後漢以降に成立したと考えられている。著者については、歴史書『史記』（紀元前91年頃）の「扁鵲倉公列伝」で知られる伝説的な名医・扁鵲（秦越人）とも言われるが、むろん仮託である。「扁鵲倉公列伝」及び朝廷の蔵書目録『漢書』「芸文志」（78年）では「難経」について触れられておらず、著者が誰であるかは不明である。西晋の皇甫謐は『帝王世紀』で、黄帝が雷公と岐伯にいいつけ、経脈を論じ難経を作らせたと述べている。
内容は『黄帝内経』に沿っており、これを鍼法に絞って体系化したもので、脈法と脈論が中心である。現存する『黄帝内経』にはない独自の内容もあり、鍼灸術や、日本の漢方の一派・後世派の治療方式、基礎理論にかなり取り入れられている。
原本はかなり早い時期に失われ、現在残っておるのは元以降の写本または注釈書である。

## 概要
『黄帝内経』は鍼灸医学・医学理論において大きな成果をあげていたが、書かれている理論・技術が多岐にわたる上、いくつもの異なった主張・立場があり、整理されているとは言いがたい。そのため、内容の整理・体系化が必要であったが、『難経』の作者は扱う内容を鍼法に限って体系化しており、薬法だけでなく、鍼法と関係の深い灸法も排除されている。難経の内容は『黄帝内経』に沿っており、その理論を問答体で注釈したものとされる。81の問いと答え、今でいうFAQの形で書かれている。『黄帝内経』の中で特に難しい説を取り上げて解説しているため、この名があるといわれる。「難」とは、疑いを質すことを意味する。
『難経』は、具体的あるいは実用的な、鍼法の臨床上の問題について書かれており、とくに経絡治療を行う人にとっては、必読のバイブルとされている。内容の中心は脈法と脈論であり、それに半分以上の頁が割かれている。それまで脈診に使われた様々な拍動するポイントを捨て、五臓六腑の気の循環が手首の寸口部(手首の脈所)で終わりまた始まるという理由から、脈診の場所をここ一か所に絞った。また『黄帝内経』で寸と尺の2か所でとった脈に、さらに関を付け加え、以降、寸・関・尺に3本の指を当てて脈診を行うようになった。『黄帝内経』に名称だけある古い脈法など、様々な脈法について説明し、時に元と違った解釈を行い、脈法を統合しようと試みている。
『難経』の脈の理論は生命論・臓腑論と深く結びついているため、臓腑論にも多くの頁が割かれた。内臓などの器官の大きさや容量を説明し計量解剖学の成果を伝えているが、最も重視したのは、六腑の一つであり形のない三焦である。『難経』における三焦の生理作用に関する説明は、『黄帝内経』と全く異なっている。『黄帝内経』では、上焦は衛気を、中焦は営気を送り出すされたが（参考・気#中医学の気）、『難経』の説明は現代医学からみると、上焦・中焦は胃の作用、下焦は小腸の作用を含んでいるように見える。三焦の作用で食物から分離された気が、腎間の動気、生命の根源だと考えられた。

## 構成
各編を「難」と呼び、一難から八十一難まである。
- 一から二十二難：脈学
- 二十三から二十九難：経絡
- 三十から四十七難：臓腑
- 四十八から六十一難：疾病
- 六十二から六十八難：兪穴（ゆけつ）
- 六十九から八十一難：鍼法

## 笑い話
ある日、鍼医の息子が、友人である易者の息子の家へ遊びに行くと、本棚に易経が飾ってある。珍しそうにそれを眺めていた鍼医の息子が、ため息混じりに言った。
「おれはおまえがうらやましいよ。易（やさ）しい経を勉強すればいいんだから。俺は難しい経を勉強しなくちゃならないから、とっても大変なんだ」
これは中国でいちばん有名な笑話集「笑府」に載っている小咄である。易経は四書五経のなかでも最も重要な古典で、かつ、もっとも難解な書物とされている。